# Baszta Monstrancja w Toruniu
Baszta Monstrancja w Toruniu – jedna z dziewięciu zachowanych do dziś baszt obronnych w ciągu murów miejskich w Toruniu. Znajduje się przy ul. Podmurnej 14/16.

## Historia
Prawdopodobnie pierwsza baszta w tym miejscu powstała jeszcze w XIII wieku, razem z pierwszymi fortyfikacjami, jednak w obecnym kształcie Monstrancja została wzniesiona w połowie wieku XV. Budowa ta wiązała się z modernizacją systemu obronnego Torunia będącego odpowiedzią na upowszechnienie się broni palnej. Z tego także powodu niektóre ściany mierzą niemal 2,5 m grubości. Aby zapobiec runięciu budowli do wewnątrz, budowniczowie zastosowali specjalne rozwiązanie architektoniczne przypominające wielopoziomową ławę. Drugim celem powstania „nowej” Monstrancji było przeciwstawienie się zwiększonemu zagrożeniu od strony nieistniejącego już zamku. Zamek krzyżacki został zburzony w 1454 roku przez toruńskich mieszczan. Od tego czasu teren pozamkowy pozostawał nieumocniony i stanowił najsłabszy punkt w linii obrony miasta. 
W odróżnieniu od pozostałych baszt istniejących do tej pory w Toruniu, kryta dachem namiotowym Monstrancja nie została wybudowana na planie prostokąta, a na planie ośmiokąta. Była, i jest, to jedyna budowla o tym kształcie w centrum Torunia. Do dziś wewnątrz budynku zachowało się m.in. stanowisko dla kuszników. Unikatowa budowa Monstrancji umożliwiała prowadzenie ostrzału w trzech kierunkach. W 2005 roku niszczejącą basztę odkupił prywatny właściciel, który wyremontował budowlę.
Z biegiem lat wieża pełniła szereg funkcji – po II wojnie światowej wewnątrz mieścił się m.in. skład znaków drogowych i pracownia plastyczna.
Nazwa baszty, Monstrancja, pochodzi prawdopodobnie od metalowego słońca, które zostało umieszczona na szczycie wieży, a w połączeniu z „drzewcem” przypominać może właśnie monstrancję.

## Galeria

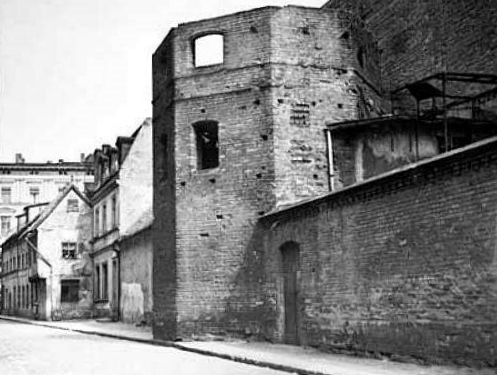
Monstrancja prawdopodobnie w 1924 roku
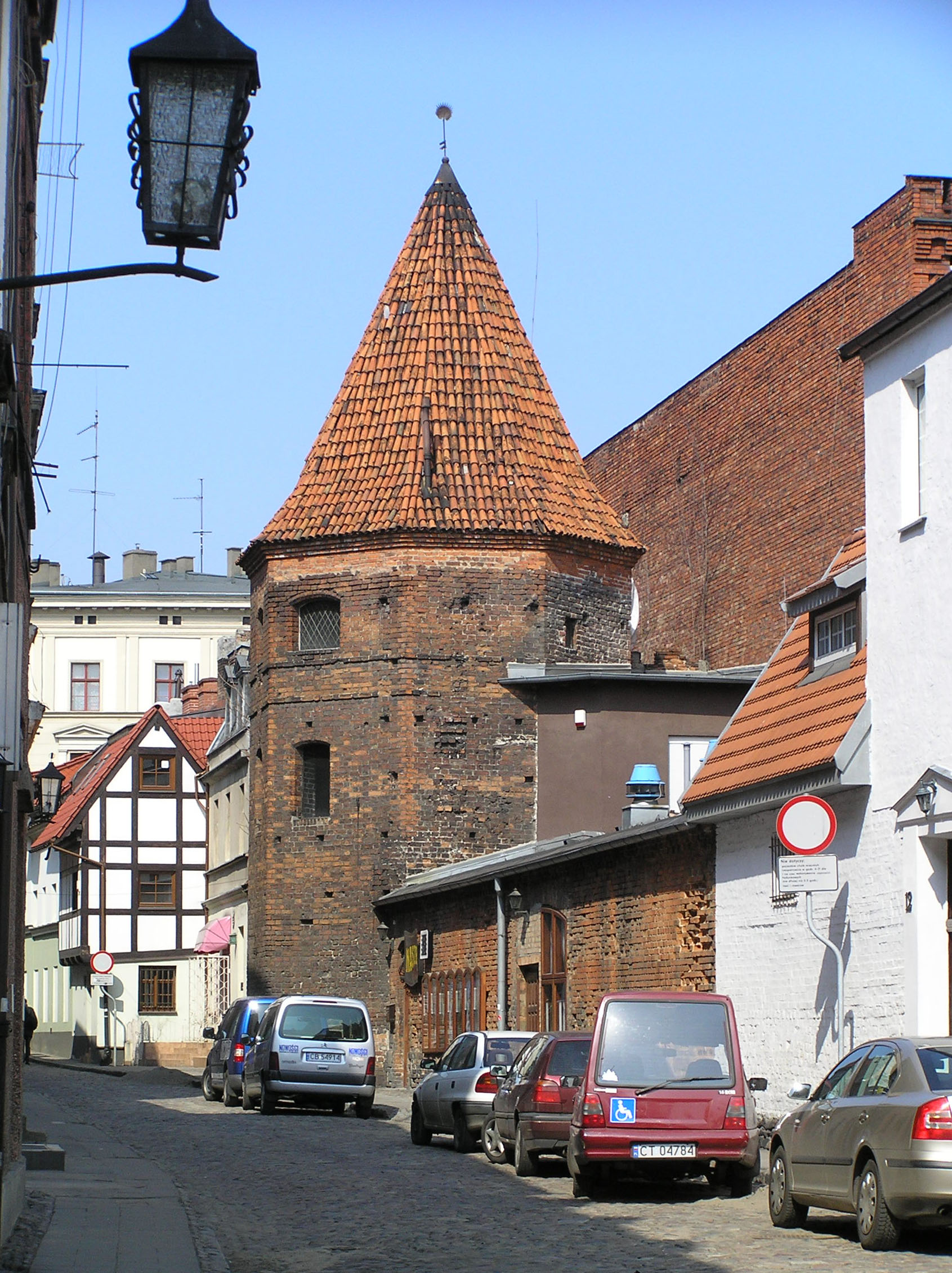
Monstrancja w roku 2006